# Kawakami Gensai
Kawakami Gensai (河上彦斎?) (4 de diciembre de 1834 - 13 de enero de 1871) fue un samurái destacado en el período del Bakumatsu de Japón, conocido por sus habilidades como espadachín y su lealtad al Emperador. Fue uno de los Cuatro Hitokiri del Bakumatsu y participó activamente en la lucha contra el shogunato Tokugawa. Después de la Restauración Meiji, se convirtió en un maestro militar y enseñó la filosofía samurái, pero sus ideas aislacionistas lo llevaron a ser percibido como una amenaza por el gobierno imperial y fue ejecutado en 1871.

## Biografía
Nació con el nombre de Komori Genjiro (小森 彦次郎) en Kumamoto, Japón, pero lo cambió cuando fue adoptado por la familia Kawakami para convertirse en un monje budista no practicante. Genjiro no era huérfano, pero fue adoptado por Kawakami Genbei cuando su hermano mayor Hanzaemon fue nombrado heredero de la familia y dado en adopción por su padre Komori Sadasuke, quien era un retén del daimyō del Dominio Kumamoto.
Era conocido por estar calmado frente a situaciones difíciles y existen historias de su heroísmo en la extinción de un incendio local.

### Primeros años y carrera
En 1851, se unió al daimyō de Kumamoto Hosokawa Narimori y fue a Edo como parte del sistema de rotación de daimyō, conocido como sankin kōtai. Estuvo durante su servicio para el señor en Edo hasta que el Commodoro Perry llegó en 1853, lo que desencadenó una serie de tratados desiguales e injustos con el shogunato. Fue en este contexto que Kawakami Gensai dejó Edo y regresó a Kumamoto.

### Actividades durante el Bakumatsu
Gensai estuvo presente en la residencia Kumamoto en Edo durante la Purga de Ansei. En la secuela del asesinato de Ii Naosuke, cuando un grupo de los asesinos que escapó repentinamente entró en la residencia, fue Gensai quien apaciguó el subsiguiente alboroto, llamando a un doctor y teniendo una ceremonia privada de té para el hombre. Fue durante esta ceremonia donde expresó su admiración por ellos.
En 1861, Gensai se casó con Misawa Teiko, la hija de otro retén de Kumamoto. Teiko era una artista marcial altamente experta en el uso del naginata. La pareja tendría un hijo, Gentaro, que sobrevivió incluso después de la ejecución de Gensai, gracias a los esfuerzos de Teiko.
Gensai se unió al grupo Chōshū y al poco tiempo, dejó el servicio de Kumamoto enteramente. En 1864, perdió a su mentor Miyabe Teizo en un asalto Shinsengumi en Ikedaya. Kawakami se hizo famoso con el asesinato de Sakuma Shōzan en 1864, un prominente político y erudito japonés que estaba a favor de la presencia extranjera en Japón; dicho asesinato fue hecho a plena luz del día. Se presume que cometió otros asesinatos, pero no han podido ser probados hasta la fecha. Después de esto, se retiró para Chōshū tomando parte en las acciones militares del Kiheitai de Takasugi Shinsaku en contra del Choshu Expeditions del shogunato. Sin embargo, durante la acción en Kokura, se rindió a las Fuerzas Armadas de Kumamoto, siendo detenido poco después de la Restauración Meiji.

### Estilo de combate y lealtad al Emperador
A pesar de su faceta como monje, Gensai se enfocó más en el estudio de la espada y de la estrategia, y su disciplina de combate fue el estilo Furanui kenjutsu ("relámpago veloz"), también conocido como Shiranui-ryu. Fue leal al Imperio y perteneció al grupo Ishin Shishi, una fuerza que combatía contra el shogunato Tokugawa. Debido a estas creencias y a sus habilidades como espadachín, se convirtió en uno de los Cuatro Hitokiri del Bakumatsu, que era un grupo de samuráis asesinos de élite que servían con vehemencia al Emperador. Este grupo lo conformaban Nakamura Hanjiro (también conocido como Kirino Toshiaki), Tanaka Shimbe, Okada Izō y él mismo, siendo Kawakami considerado el más letal de los cuatro.
Durante la Restauración Meiji, Gensai fue liberado de prisión. Cambió su nombre a Takada Genbei e hizo las funciones de un maestro y oficial militar para el dominio de Kumamoto. Después de la Restauración Meiji y del final de la era de los samuráis, Kawakami enseñó la filosofía de los samuráis por un breve tiempo. Sin embargo, sus ideas acerca del aislacionismo contravenían con el nuevo gobierno imperial, quien lo veían como una amenaza al futuro de la nación. Fue arrestado y acusado con falsos cargos, y ejecutado en el cuarto año de la era Meiji (1871).

## Legado y cultura popular
En la cultura popular, el modelo de Kawakami Gensai ha sido plasmado en varias obras japonesas. Por ejemplo, el mangaka Nobuhiro Watsuki, creador de la serie Rurouni Kenshin, se inspiró en la figura de Kawakami Gensai como modelo para su personaje principal, Himura Kenshin. La figura de Gensai ha sido representada en otros mangas, animes, películas y dramas históricos, así como en videojuegos relacionados con la historia de los samuráis.
A pesar de su trágico final, Kawakami Gensai es recordado como un símbolo de lealtad y habilidad en la historia de Japón. Su vida y legado siguen siendo estudiados y admirados, no solo en Japón, sino también en otros países interesados en la historia y cultura de los samuráis. Aunque su figura puede ser controvertida, ha dejado una huella duradera en la historia y la cultura popular.